# Estadio Municipal de Shushufindi
El estadio Municipal de Shushufindi es un estadio multiusos. Está ubicado en Shushufindi, provincia de Sucumbíos, Ecuador. Fue inaugurado en 2022 y tiene capacidad para 2000 espectadores. Es usado para la práctica del fútbol.

## Historia
El proyecto de brindar al cantón un estadio de fútbol profesional inició en 2016 en la administración del exalcalde, Esgar Silvestre, quien gestionó los recursos necesarios para el inicio de esta importante obra, pero el proyecto de construcción inició en la administración de la alcaldesa Esperanza Torres, desde ahí se empezaron los preparativos con respesto a la construcción del escenario deportivo en el barrio El Cisne. Desempeña un importante papel en el fútbol local, ya que clubes de Shushufindi como el Club Profesional Oriental hacen de local en este escenario deportivo, que participan en el Campeonato Provincial de Segunda Categoría de Sucumbíos.
El estadio es sede de distintos eventos deportivos a nivel local, ya que también es empleado para los campeonatos escolares de fútbol que se desarrollan en el cantón en las distintas categorías como fútbol femenino, también puede ser usado para eventos culturales, artísticos, musicales de la localidad.
El estadio tiene instalaciones con camerinos para árbitros, equipos local y visitante, zona de calentamiento, cabinas de prensa, zona antidopaje entre otros servicios para los aficionados.
Además el recinto deportivo es sede de:
- Campeonatos intercantonales y barriales de fútbol.[7]
- Entrenamientos disciplinas fútbol.[8]

### Partidos importantes
En la temporada 2022 uno de los clubes de la provincia, Río Aguarico Fútbol Club (Unión Manabita), decide jugar su partido de local en el torneo Copa Ecuador 2022 ante uno de los equipos más importantes del fútbol ecuatoriano, el Club Sport Emelec. Inicialmente el encuentro se desarrollaría en el estadio Carlos Vernaza de la ciudad de Nueva Loja, pero debido a las condiciones del campo de juego se decidió cambiar el juego al estadio Municipal de Shushufindi; con la realización de dicho partido válido por los dieciseisavos de final de la segunda edición de la Copa Ecuador, este recinto deportivo fue sede de uno de los enfrentamientos más importantes en la historia del fútbol profesional de la provincia de Sucumbíos, de igual manera fue la primera vez que el equipo eléctrico disputó un juego oficial en la amazonía ecuatoriana.
| Dieciseisavos de final de la Copa Ecuador; 13 de julio de 2022 | Río Aguarico | 0:5 (0:0) | Emelec                                            | Estadio Municipal, Shushufindi |                          |
| 15:00 (UTC-5)                                                  |              | Reporte   | Pittón 51', 54' · Quiroga 53', 90+4' · Lastre 87' | Árbitro(s): Mario Romero       | Árbitro(s): Mario Romero |